# カタセミナミ
カタセ ミナミ（1973年5月26日 - ）は、 日本の漫画家。女性。山形県米沢市出身、大阪府在住。
18禁漫画は未経験で、裸の描き方から始めたという。年上で、欠点のある女性が好みだという。

## 作品リスト

### 成人向け

#### 漫画作品（成人向け）
- 初めてよりも近くに（『漫画ばんがいち』2009年3月号）
- オリエントブルー（『漫画ばんがいち』2009年4月号）
- Turnover（『漫画ばんがいち』2009年6月号）
- 狼少年response（『漫画ばんがいち』2009年8月号）
- 夏色communication（『漫画ばんがいち』2009年10月号）
- 恋愛距離（『漫画ばんがいち』2009年11月号）
- 刹那に恋して（『漫画ばんがいち』2009年12月号）
- 問ひたまふこそこひしけれ（『漫画ばんがいち』2010年1月号）
- らぶ・ぱら（『漫画ばんがいち』2010年2月号） - 『Loveぱにっく』に収録。
- 軽チャーしょっく（『漫画ばんがいち』2010年4月号）
- Whiteバレンタイン（『漫画ばんがいち』2010年5月号） - 『Loveぱにっく』に収録。
- ゲーム・ショット！（『漫画ばんがいち』2010年6月号） - 『Loveぱにっく』に収録。
- 彼女の（『漫画ばんがいち』2010年7月号） - 『Loveぱにっく』に収録。
- スイーツ系肉食男子（『漫画ばんがいち』2010年8月号） - 『Loveぱにっく』に収録。
- ロジック恋愛論（『漫画ばんがいち』2010年9月号）
- S彼M彼（『漫画ばんがいち』2010年11月号）
- 蜜月ハニー（『キャノプリcomic』2010年11月号・2011年1月号・3月号・ 5月号・8月号・10月号・2012年1月号 ・3月号・6月号 ・8月号・9月号）
- 僕のカワイイ彼女（ひと）（『漫画ばんがいち』2010年12月号）
- 君が居ないと（『漫画ばんがいち』2011年1月号）
- ちぇんじんぐ！（『漫画ばんがいち』2011年2月号） - 『Loveぱにっく』に収録。
- DANGANガール（『漫画ばんがいち』2011年4月号） - 『Loveぱにっく』に収録。
- コスちゅー夢ぷれい（『漫画ばんがいち』2011年5月号） - 『Loveぱにっく』に収録。
- お尻なカンケイ（『漫画ばんがいち』2011年6月号） - 『Loveぱにっく』に収録。
- コスちゅー夢しちゅえーしょん（『漫画ばんがいち』2011年8月号）
- ぎゃっぷなアプローチ（『漫画ばんがいち』2011年10月号 - 12月号）
- わたしのすきなひと - 『Loveぱにっく』に収録、単行本描き下ろし。

#### 書籍（成人向け）
- 『Loveぱにっく』コアマガジン〈ホットミルクコミックス345〉、2011年6月10日発売[8]、ISBN 978-4-86436-066-1
- 『蜜月ハニー』ジーオーティー〈キャノプリCOMICS〉、2012年11月22日発売[9]、ISBN 978-4-86084-876-7
- 『発恋エレクトラ』ジーオーティー〈キャノプリCOMICS〉、2014年10月25日発売[10]、ISBN 978-4-86084-933-7
- 『痴的セクスチュア』[11]ワニマガジン社〈ワニマガジンコミックススペシャル〉、2016年10月20日発売[12]、ISBN 978-4-86269-452-2

### 一般向け

#### 漫画作品（一般向け）
- 従姉妹のお姉さんは家事ができない（『ヤングコミック』2017年2月号 - 2019年6月号）
- 異世界でスキルを解体したらチートな嫁が増殖しました 概念交差のストラクチャー（原作：千月さかき、キャラクター原案：東西、『月刊ドラゴンエイジ』2017年8月号[13] - ） - 作画担当。

#### 書籍（一般向け）
- 『異世界でスキルを解体したらチートな嫁が増殖しました 概念交差のストラクチャー』、原作：千月さかき、キャラクター原案：東西、KADOKAWA（富士見書房ブランド）〈ドラゴンコミックスエイジ〉2018年 - 、既刊14巻（2025年4月9日現在）
  1. 2018年1月9日発売[14]、ISBN 978-4-04-072573-4
  2. 2018年7月9日発売[14]、ISBN 978-4-04-072781-3
  3. 2019年2月8日発売[14]、ISBN 978-4-04-073039-4
  4. 2019年9月9日発売[14]、ISBN 978-4-04-073329-6
  5. 2020年2月7日発売[14]、ISBN 978-4-04-073502-3
  6. 2020年9月9日発売[14]、ISBN 978-4-04-073795-9
  7. 2021年3月9日発売[14]、ISBN 978-4-04-073984-7
  8. 2021年11月9日発売[14]、ISBN 978-4-04-074315-8
  9. 2022年4月8日発売[14]、ISBN 978-4-04-074460-5
  10. 2022年11月8日発売[14]、ISBN 978-4-04-074752-1
  11. 2023年8月9日発売[14]、ISBN 978-4-04-075070-5
  12. 2024年2月9日発売[14]、ISBN 978-4-04-075320-1
  13. 2024年9月9日発売[14]、ISBN 978-4-04-075586-1
  14. 2025年4月9日発売[14]、ISBN 978-4-04-075862-6
- 『従姉妹のお姉さんは家事ができない』、少年画報社〈ヤングキングコミックス〉2018年 - 2019年、全2巻
  1. 2018年2月10日発売[15]、ISBN 978-4-7859-6155-8
  2. 2019年7月10日発売[16]、ISBN 978-4-7859-6469-6